# Euclysia carneata
Euclysia carneata är en fjärilsart som beskrevs av W. Warren 1904. Euclysia carneata ingår i släktet Euclysia och familjen mätare. Inga underarter finns listade i Catalogue of Life.